# ابن باطيش
إسماعيل بن هبة الله بن سعيد الموصلي يعرف موجزا بـابن باطيش (22 يونيو 1179 - 28 يونيو 1257) عالم مسلم وفقيه شافعي وكاتب عربي عراقي من أهل القرن السابع الهجري/ الثالث عشر الميلادي. ولد في الموصل في أيام الدولة الزنكية وسمع ببغداد من جمال الدين أبي الفرج ابن الجوزي وابن سكينة وابن المقرون وابن جوالق وعبد الواحد بن سلطان ويحيى بن الحسن الأواني وجماعة وبحلب من حنبل الرصافي وبدمشق من تاج الدين الكندي وابن الحرستاني وغيرهم. ودرس وأفتى وصنف وكان من أعيان الأئمة والفقهاء في عصره وكان له معرفة بالحديث ومجاميع في أسماء الرجال وغير ذلك من العلوم الإسلامية. وله كتاب طبقات أصحاب الشافعي ومشتبه النسبة والمغني في شرح غريب المهذب. وكان عارفا بالأصول الفقه روى عنه الدمياطي وابن التوزي والتاج صالح الحاكم وابن الظاهري وجماعة وكان واصلا عند الأمير شمس الدين لؤلؤ نائب المملكة الزنكية وبينهما صحبة. ترك الموصل لأسباب علمية وسياسية وهاجر إلى حلب حيث توفي بها.

## سيرته
عماد الدين أبو المجد إسماعيل بن أبي البركات هبة الله بن سعيد بن محمد بن باطيش الموصلي، أبو المجد بن أبي البركات الموصلي، ولد يوم الأحد السادس عشر من المحرم سنة خمس وسبعين وخمسمئة/ 22 يونيو 1179 في الموصل تحت حكم الدولة الزنكية. قرأ الفقه فيها وسافر إلى بغداد وتفقه بها مدة في المدرسة النظامية حتى برع فيه وفي الخلاف والجدل والأصولين، واشتغل بالأدب والحديث، وقرأ الفقه على يحيى بن سليمان العطار وأبي المظفر محمد بن علوان بن مهاجر، وسمع من أصحاب أبي القاسم بن الحسين، وأبي بكر محمد بن عبد الباقي، وأبي غالب بن البناء، وأبي العز بن كارش العكبري وطبقتهم، وعاد إلى بلده وعيّن معيداً بالمدرسة بدرية وخازن كتبها.
وصّنف كتبا عديداً منها كتاب في الطبقات أصحاب الشافعي رضي الله عنه وكتاب مزيل الارتياب عن مشتبه الانتساب وكتاب في مشتنبه النسبة وكتاب شرح ألفاظ المهذّب لأبي إسحاق الشيرازي وكتاب غاية الوسائل إلى معرفة الأوائلو إلخ. قدم حلب فسمع بها قاضي القضاة أبا المحاسن يوسف بن رافع بن تميم الموصلي وأبا محمد عبد الرحمن بن عبد الله بن علوان الأسدي. وكان قصد دمشق في سنة ثلاث وستمائه، فسمع بها أبا اليمن الكندي، وأبا القاسم الحرستاني وجماعة من أصحاب الفقيه نصر الله وابن قبيس وغيرهم. واجتاز بحلب فسمع بها أبا الفضل الهاشمي ولقط بها حنبل الرصافي مجتازاً إلى دمشق وسمع في طريقه بحماة وزاد شيوخه على المائة. ثم توجه إلى بلده فأقام به مدة إلى أن أرسل خلفة بلدية الأمير شمس الدين لؤلؤ الأميني وكان كثير الاعتقاد فيه، فاستدعاه إلى حلب فخرج من الموصل متوجها إلى حلب، فخرج العرب على القافلة فأخذوه فيما بين حرّاس ورأس عين، وأخذوا كتبه وقماشه في الجملة، وسلم بنفسه. ثم وصل إلی حلب وذلك في 622 هـ فأنزله شمس الدين لؤلؤ في داره ومال إليه بجملته واعتمد عليه في أموره ودام على ذلك مدّة. ثم فوّض إليه قاضي القضاة أبو المحاسن التدري بالمدرسة النورية المعروفة بالنغري.
وصفه ابن الشعار «شيخ فاضل كيّس تام المروءة، كريم الصحبة، حسن الأخلاق، حرّ الطباع، يُراعي حق أصدقائه ومعارفه، ويتعصب لهم باجتهاده، ويبالغ في قضاء حقوقهم وإيصال الراحة إليهم، نعم الرجل هو ديناً وفضلاً وسكوناً وعقلاً وحلماً وعلماً.» توفي ابن باطيش في الرابع عشر جمادى الآخرة سنة خمس وخمسين وستمائة/ 1257م بحلب.

## مؤلفاته
- المغني في الإنباء عن غريب المهذب والأسماء
- الطبقات أصحاب الشافعي رضي الله عنه
- مزيل الارتياب عن مشتبه الانتساب
- في مشتنبه النسبة
- شرح ألفاظ المهذّب لأبي إسحاق الشيرازي
- غاية الوسائل إلى معرفة الأوائل
- نهاية الأرب في تهذيب عجالة النسب
- أقصى الأمل في علم الجدل
- عدة السالكين
- فريد الشهاب
- مزيل الشبهات في إثبات الكرامات
- نهاية المرام في إيضاح أركان الإسلام
- فصل الصيام وما ورد الحث على صومه من الشهور والأيام
- النخبة من مشتبه النسبة
- أربعين حديثاً عن أربعين من فقهاء الصحابة
- شرح البنية لأبي إسحاق الشيرازي في عشر مجلدات
- بغية المشتاق إلى معرفة الأوفاق

## شعره
أنشد لابن الشعار بمدينة حلب يوم الأحد 20 ربيع الآخر 634 ما كتبه من الموصل إلى بغداد في كتاب إلى بعض أصدقائه يداعبه ويُطايبه: